# السجق
السجق (/ ˈ d r uː /ˈdruːəvɔːrs/ حرفيًا " النقانق الجافة ") هو طعام خفيف من جنوب إفريقيا ، يعتمد على النقانق التقليدية المصنوعة من بذور الكزبرة .  عادة ما يتم صنعه على شكل أكواخ (الأفريكانية لـ "النقانق الرقيقة") بدلاً من ديكورس ("النقانق السميكة") ، حيث يجف النقانق الرقيقة بشكل أسرع وبالتالي فهي أقل عرضة للتلف قبل أن يتم حفظها . إذا كان سيتم استخدام ديكورس ، فعادة ما يتم تسطيحها لتوفير مساحة سطح أكبر للتجفيف.
تشبه الوصفة المستخدمة في هذه النقانق المجففة تلك الخاصة بالنقانق ، على الرغم من أن لحم الخنزير ولحم العجل عادة ما يتم استبدالهما بلحم البقر ، حيث يمكن أن تتحلل الأولى عند التجفيف ، وتحل دهن الضأن محل دهن الخنزير المستخدم في المعجون. التجفيف يجعل النقانق مثالية للتخزين غير المبرد. 
يعتبر السجق أمرًا غير معتاد بين اللحوم المجففة حيث يتم تجفيفه بسرعة في ظروف دافئة وجافة ، على عكس السلومي التقليدي، السجق المجفف والسلومي المعالج الإيطالي ، حيث يتم تجفيفه ببطء في ظروف باردة ورطبة نسبيًا. هناك اختلاف آخر وهو أن السجق لا يحتوي على عامل علاج كما هو موجود في النقانق التقليدية المعالجة. والنتيجة المباشرة لذلك هي أنه لا ينبغي الاحتفاظ بالدروور في ظروف رطبة حيث يمكن أن يبدأ العفن في التكون بسهولة أكبر مما يحدث مع النقانق المعالجة.
يرتبط هذا المنتج في كل من الاسم والطبيعة بالسجق المجفف الهولندي ، المعروف أيضًا باسم ميتورست .

## أنظر أيضا
- بيلتونج
- قائمة الأطعمة المجففة
- مطبخ جنوب افريقيا